# Zouhair Feddal
Zouhair Feddal (in arabo زهير فضال ‎?; Tétouan, 23 dicembre 1989) è un ex calciatore marocchino, difensore.

## Biografia
Quando lui aveva circa sei anni la sua famiglia emigrò in Spagna.
Possiede il passaporto spagnolo acquisito durante la permanenza in Spagna quando militava nell'Espanyol.

## Caratteristiche tecniche
È in grado di occupare diversi ruoli, come quello di difensore centrale di sinistra, esterno di difesa e/o di attacco, oppure mediano.. Abile nella corsa, è attento in difesa e capace di fornire assist ai compagni se schierato più in avanti.

## Carriera

### Club

#### Inizi in Spagna e FUS Rabat
Cresciuto per strada voleva fare il batterista suonare in gruppo rock e del Monaco, partecipa a un torneo giovanile organizzato a Chênois, in Svizzera, vestendo la maglia del Barcellona su iniziativa di Labert Benaiges, coordinatore delle giovanili blaugrana. Nel 2008 viene quindi tesserato dalla squadra spagnola del Vilajuiga (quarta serie), giocando 34 partite con 2 reti all'attivo. L'anno successivo viene tesserato dal Terrassa (terza serie) con cui firma un contratto triennale, ma per problemi societari non percepiva lo stipendio e quindi si trasferisce al Teruel (quarta serie); a quei tempi era cercato anche dagli svizzeri del Sion che però non potevano tesserarlo perché il giocatore non era ancora in possesso del passaporto comunitario.
Nel 2010 passa al San Roque (terza serie) e dopo una stagione si trasferisce all'Espanyol, giocando prevalentemente con la squadra riserve in quarta serie. Viene portato in panchina, senza esordire, nella gara della 22ª giornata di campionato disputata il 4 febbraio 2012 che vede la sua squadra pareggiare per 3-3 in casa dell'Athletic Bilbao.
Il 6 settembre 2012, a stagione iniziata, si trasferisce al FUS Rabat, andando a giocare in patria con un contratto da 10.000 al mese. Fa il suo esordio con la nuova maglia il 16 settembre 2012 in Raja Casablanca-FUS Rabat (3-0) della prima giornata di campionato. Il 21 ottobre 2012 segna la sua prima rete in carriera del derby FAR Rabat-FUS Rabat (2-2), su calcio di punizione. Chiude la stagione con 15 presenze in campionato (con 2 reti) e 4 partite nella CAF Champions League, da titolare. Inizia la stagione successiva giocando FAR Rabat-FUS Rabat (0-1) della prima giornata di campionato disputata il 23 agosto 2013, venendo espulso all'81'.

#### Parma e prestiti a Siena e Palermo
Nell'agosto del 2013 si trasferisce alla società italiana del Parma e il 2 settembre, ultimo giorno di calciomercato, viene girato in prestito al Siena, con cui già si allenava dal 27 agosto in attesa del perfezionamento del tesseramento. Il 14 settembre 2013 esordisce con la maglia bianconera e il 3 dicembre 2013 segna la sua unica rete in occasione della gara del quarto turno di Coppa Italia contro il Bologna, risultando decisivo per il passaggio del turno ai supplementari (2-1 con gol al 117'). Chiude l'annata con 27 partite nel campionato di Serie B e 3 partite nella coppa nazionale.
Tornato al Parma per fine prestito, il 2 agosto 2014 viene ceduto in prestito con diritto di riscatto al Palermo – con cui si allenava già dal giorno precedente – allenato da Giuseppe Iachini che lo ha voluto «per la sua duttilità e la capacità di sapersi adattare a qualsiasi schema di gioco». Il contratto viene depositato presso la Lega Calcio due giorni dopo. Esordisce con la maglia rosanero nella prima partita utile, ossia la gara del terzo turno di Coppa Italia disputata il 24 agosto e persa per 3-0 contro il Modena.
Il 2 febbraio 2015, dopo 7 presenze col Palermo, ritorna al Parma per fine prestito collezionando 13 presenze.

#### Levante e Alavès
Dopo essersi svincolato dal club gialloblù ormai dichiarato fallito, l'8 agosto 2015 firma un contratto triennale con il Levante. Ha esordito nella categoria il 30 agosto, iniziando in uno 0-0 in trasferta contro il Las Palmas.
Feddal ha segnato il suo primo gol nella categoria principale del calcio spagnolo il 22 novembre 2015, segnando il secondo nella vittoria esterna per 3-0 contro lo Sporting Gijón. È stato rilasciato nel maggio 2016, dopo la retrocessione del club, a causa di una clausola del suo contratto.
A seguito della retrocessione dei rossoblù, il 16 luglio 2016 viene ceduto al Deportivo Alavés. L'11 marzo ha segnato il suo primo gol contro il Málaga.

#### Betis
Il 24 luglio 2017 viene ceduto al Betis. La sua prima stagione coi betici termina a febbraio a causa di un infortunio. Ha segnato il suo primo gol nella vittoria per 2-1 contro il Celta Vigo.

#### Sporting Lisbona
Il 18 agosto 2020 viene ceduto allo Sporting Lisbona.

#### Ritorno in Spagna al Real Valladolid
Il 24 agosto 2022, l'allora svincolato Feddal ha accettato un contratto annuale per il Real Valladolid, militante ne LaLiga. Il 31 gennaio 2023, dopo appena otto partite di campionato, ha rescisso il contratto.

#### Alanyaspor
L'8 febbraio 2023, Feddal approda per la prima volta in Turchia per firmare un contratto con l'Alanyaspor valido fino a fine stagione. Ad inizio luglio, il giocatore verrà rilasciato dal club.

### Nazionale
Dopo aver giocato 6 partite con la Nazionale Under-20 del Marocco, nel 2011 gioca da titolare la Coppa d'Africa Under-23 disputando 5 partite.
Dopo aver disputato l'incontro Spagna-Marocco (0-0) al primo turno dei Giochi olimpici del 2012, il 14 novembre 2012 esordisce in Nazionale maggiore nell'amichevole Marocco-Togo (0-1). Il 6 e 13 luglio 2013 prende parte alle 2 partite di qualificazione al campionato delle Nazioni Africane 2014 che la sua squadra gioca contro la Tunisia.
Il 7 settembre 2013 gioca la partita di qualificazioni al Mondiali 2014 Costa d'Avorio-Marocco (1-1).

## Statistiche

### Presenze e reti nei club
Statistiche aggiornate al 7 luglio 2023
| Stagione                | Squadra                 | Campionato              | Campionato | Campionato | Coppe nazionali | Coppe nazionali | Coppe nazionali | Coppe continentali | Coppe continentali | Coppe continentali | Altre coppe | Altre coppe | Altre coppe | Totale | Totale |
| Stagione                | Squadra                 | Comp                    | Pres       | Reti       | Comp            | Pres            | Reti            | Comp               | Pres               | Reti               | Comp        | Pres        | Reti        | Pres   | Reti   |
| ----------------------- | ----------------------- | ----------------------- | ---------- | ---------- | --------------- | --------------- | --------------- | ------------------ | ------------------ | ------------------ | ----------- | ----------- | ----------- | ------ | ------ |
| 2012-2013               | FUS Rabat               | B1                      | 17         | 1          | CT              | 1               | 0               | CCL                | 8                  | 0                  | -           | -           | -           | 26     | 1      |
| ago. 2013               | FUS Rabat               | B1                      | 1          | 0          | CT              | -               | -               | CCL                | 3                  | 1                  | -           | -           | -           | 4      | 1      |
| Totale FUS Rabat        | Totale FUS Rabat        | Totale FUS Rabat        | 18         | 1          |                 | 1               | 0               |                    | 11                 | 1                  |             | -           | -           | 30     | 2      |
| ago. 2013-2014          | Siena                   | B                       | 27         | 0          | CI              | 3               | 1               | -                  | -                  | -                  | -           | -           | -           | 30     | 1      |
| 2014-feb. 2015          | Palermo                 | A                       | 7          | 0          | CI              | 1               | 0               | -                  | -                  | -                  | -           | -           | -           | 8      | 0      |
| feb.-giu. 2015          | Parma                   | A                       | 13         | 0          | CI              | -               | -               | -                  | -                  | -                  | -           | -           | -           | 13     | 0      |
| 2015-2016               | Levante                 | PD                      | 28         | 1          | CR              | 1               | 0               | -                  | -                  | -                  | -           | -           | -           | 29     | 1      |
| 2016-2017               | Alavés                  | PD                      | 27         | 2          | CR              | 6               | 0               | -                  | -                  | -                  | -           | -           | -           | 33     | 2      |
| 2017-2018               | Real Betis              | PD                      | 15         | 3          | CR              | 0               | 0               | -                  | -                  | -                  | -           | -           | -           | 15     | 3      |
| 2018-2019               | Real Betis              | PD                      | 21         | 1          | CR              | 5               | 0               | UEL                | 3                  | 0                  | -           | -           | -           | 29     | 1      |
| 2019-2020               | Real Betis              | PD                      | 17         | 1          | CR              | 1               | 0               | -                  | -                  | -                  | -           | -           | -           | 18     | 1      |
| Totale Betis            | Totale Betis            | Totale Betis            | 53         | 5          |                 | 6               | 0               |                    | 3                  | 0                  |             | -           | -           | 62     | 5      |
| 2020-2021               | Sporting Lisbona        | PL                      | 28         | 2          | TP+TL           | 2+2             | 0               | UEL                | 2                  | 0                  | -           | -           | -           | 34     | 2      |
| 2021-2022               | Sporting Lisbona        | PL                      | 14         | 0          | TP+TL           | 3+2             | 0               | UCL                | 6                  | 0                  | ST          | 1           | 0           | 26     | 0      |
| Totale Sporting Lisbona | Totale Sporting Lisbona | Totale Sporting Lisbona | 42         | 2          |                 | 9               | 0               |                    | 8                  | 0                  |             | 1           | 0           | 60     | 2      |
| 2022-feb.2023           | Real Valladolid         | PD                      | 8          | 0          | CR              | 2               | 0               |                    | -                  | -                  |             | -           | -           | 10     | 0      |
| feb.-giu.2023           | Alanyaspor              | SL                      | 5          | 0          | CT              | 0               | 0               | -                  | -                  | -                  | -           | -           | -           | 5      | 0      |
| Totale carriera         | Totale carriera         | Totale carriera         | 228        | 11         |                 | 29              | 1               |                    | 22                 | 1                  |             | 1           | 0           | 280    | 13     |

### Cronologia presenze e reti in nazionale
| Cronologia completa delle presenze e delle reti in nazionale ― Marocco | Cronologia completa delle presenze e delle reti in nazionale ― Marocco | Cronologia completa delle presenze e delle reti in nazionale ― Marocco | Cronologia completa delle presenze e delle reti in nazionale ― Marocco | Cronologia completa delle presenze e delle reti in nazionale ― Marocco | Cronologia completa delle presenze e delle reti in nazionale ― Marocco | Cronologia completa delle presenze e delle reti in nazionale ― Marocco | Cronologia completa delle presenze e delle reti in nazionale ― Marocco |
| Data                                                                   | Città                                                                  | In casa                                                                | Risultato                                                              | Ospiti                                                                 | Competizione                                                           | Reti                                                                   | Note                                                                   |
| ---------------------------------------------------------------------- | ---------------------------------------------------------------------- | ---------------------------------------------------------------------- | ---------------------------------------------------------------------- | ---------------------------------------------------------------------- | ---------------------------------------------------------------------- | ---------------------------------------------------------------------- | ---------------------------------------------------------------------- |
| 14-11-2012                                                             | Casablanca                                                             | Marocco                                                                | 0 – 1                                                                  | Togo                                                                   | Amichevole                                                             | -                                                                      |                                                                        |
| 6-7-2013                                                               | Susa                                                                   | Tunisia                                                                | 0 – 1                                                                  | Marocco                                                                | Qual. campionato delle Nazioni Africane 2014                           | -                                                                      |                                                                        |
| 13-7-2013                                                              | Tangeri                                                                | Marocco                                                                | 0 – 0                                                                  | Tunisia                                                                | Qual. campionato delle Nazioni Africane 2014                           | -                                                                      |                                                                        |
| 7-9-2013                                                               | Abidjan                                                                | Costa d'Avorio                                                         | 1 – 1                                                                  | Marocco                                                                | Qual. Mondiali 2014                                                    | -                                                                      | 54’                                                                    |
| 11-10-2013                                                             | Agadir                                                                 | Marocco                                                                | 1 – 1                                                                  | Sudafrica                                                              | Amichevole                                                             | -                                                                      |                                                                        |
| 5-3-2014                                                               | Marrakech                                                              | Marocco                                                                | 1 – 1                                                                  | Gabon                                                                  | Amichevole                                                             | -                                                                      |                                                                        |
| 28-5-2014                                                              | Algarve                                                                | Angola                                                                 | 2 – 0                                                                  | Marocco                                                                | Amichevole                                                             | -                                                                      |                                                                        |
| 6-6-2014                                                               | Mosca                                                                  | Russia                                                                 | 2 – 0                                                                  | Marocco                                                                | Amichevole                                                             | -                                                                      |                                                                        |
| 3-9-2014                                                               | Casablanca                                                             | Marocco                                                                | 0 – 0                                                                  | Qatar                                                                  | Amichevole                                                             | -                                                                      | 54’                                                                    |
| 16-11-2014                                                             | Agadir                                                                 | Marocco                                                                | 2 – 1                                                                  | Zimbabwe                                                               | Amichevole                                                             | -                                                                      | 82’                                                                    |
| 9-10-2015                                                              | Agadir                                                                 | Marocco                                                                | 0 – 1                                                                  | Costa d'Avorio                                                         | Amichevole                                                             | -                                                                      |                                                                        |
| 12-10-2015                                                             | Agadir                                                                 | Marocco                                                                | 1 – 1                                                                  | Guinea                                                                 | Amichevole                                                             | -                                                                      |                                                                        |
| 12-11-2015                                                             | Agadir                                                                 | Marocco                                                                | 2 – 0                                                                  | Guinea Equatoriale                                                     | Qual. Mondiali 2018                                                    | -                                                                      |                                                                        |
| 15-11-2015                                                             | Bata                                                                   | Guinea Equatoriale                                                     | 1 – 0                                                                  | Marocco                                                                | Qual. Mondiali 2018                                                    | -                                                                      | 90+3’                                                                  |
| 15-11-2016                                                             | Marrakech                                                              | Marocco                                                                | 2 – 1                                                                  | Togo                                                                   | Amichevole                                                             | -                                                                      |                                                                        |
| 10-6-2017                                                              | Yaoundé                                                                | Camerun                                                                | 1 – 0                                                                  | Marocco                                                                | Qual. Coppa d'Africa 2019                                              | -                                                                      |                                                                        |
| 6-9-2019                                                               | Marrakech                                                              | Marocco                                                                | 1 – 1                                                                  | Burkina Faso                                                           | Amichevole                                                             | 1                                                                      |                                                                        |
| 10-9-2019                                                              | Marrakech                                                              | Marocco                                                                | 1 – 0                                                                  | Niger                                                                  | Amichevole                                                             | -                                                                      |                                                                        |
| 11-10-2019                                                             | Oujda                                                                  | Marocco                                                                | 1 – 1                                                                  | Libia                                                                  | Amichevole                                                             | -                                                                      |                                                                        |
| 15-10-2019                                                             | Tangeri                                                                | Marocco                                                                | 2 – 3                                                                  | Gabon                                                                  | Amichevole                                                             | -                                                                      |                                                                        |
| 12-11-2020                                                             | Casablanca                                                             | Marocco                                                                | 4 – 1                                                                  | Rep. Centrafricana                                                     | Qual. Coppa d'Africa 2021                                              | -                                                                      |                                                                        |
| 26-3-2021                                                              | Nouakchott                                                             | Mauritania                                                             | 0 – 0                                                                  | Marocco                                                                | Qual. Coppa d'Africa 2021                                              | -                                                                      |                                                                        |
| Totale                                                                 |                                                                        | Presenze                                                               | 22                                                                     |                                                                        | Reti                                                                   | 1                                                                      |                                                                        |

## Palmarès

### Club
- Coppa di Lega portoghese: 2

Sporting Lisbona: 2020-2021, 2021-2022
- Campionato portoghese: 1

Sporting Lisbona: 2020-2021
- Supercoppa di Portogallo: 1

Sporting Lisbona: 2021